# Петруновский, Михаил Данилович
Михаил Данилович Петруновский (31 августа 1921, Троицкое, Донецкая губерния — 1 августа 1995, Мироновский, Донецкая область) — воздушный стрелок-радист 10-го отдельного разведывательного авиационного полка (1-я воздушная армия, 3-й Белорусский фронт), сержант — на момент представления к награждению орденом Славы 1-й степени.

## Биография
Родился 31 августа 1921 года в селе Троицкое Попаснянского района Луганской области Украина. Работал секретарём в школе города Стаханов Луганской области.
В Красной армии с 1941 года. Окончил школу воздушных авиационных стрелков. В боях Великой Отечественной войны с июля 1943 года. Воевал на Западном и 3-м Белорусском фронтах. Участвовал в Орловской и Смоленской операциях, освобождении Белоруссии.
К сентябрю 1944 года совершил 56 боевых вылетов. В период наступательных боёв экипаж контролировал пути отхода и места сосредоточения войск и техники противника, разведывательные данные оперативно передавал по радио. Отразил несколько атак вражеских истребителей. 10 сентября 1944 года за мужество, проявленное в боях с врагом, сержант Петруновский награждён орденом Славы 3-й степени.
В октябре-ноябре 1944 года совершил ещё 20 боевых вылетов на дальнюю разведку объектов противника. Отразил несколько атак истребителей противника. 19 декабря 1944 года сержант Петруновский награждён орденом Славы 2-й степени.
Всего к 20 апреля 1945 года Петруновский совершил 117 боевых вылетов на разведку и фотографирование расположения войск противника, его железнодорожных узлов и аэродромов. 29 июня 1945 года за мужество, отвагу и героизм гвардии сержант Петруновский Михаил Данилович награждён орденом Славы 1-й степени.
В 1946 году демобилизован. Жил в посёлке городского типа Мироновский Дебальцевского горсовета Донецкой области Украина. Умер 1 августа 1995 года.